# Trio Grande
Pour les articles homonymes, voir Trio Grande (homonymie).
Trio Grande est une série de bande dessinée écrite par Alain Clément, dessinée par Fabrice Lamy et coloriée par Isabelle Rabarot. Son unique album, Adios Palomita, a été publié par Delcourt dans sa collection « Conquistador » en 1991.
Malgré un certain succès critique, marqué par la réception de l'Alph-Art coup de cœur lors du festival d'Angoulême 1992, aucun autre tome n'a jamais été publié.